# Saint-Pantaléon (Vaucluse)
Saint-Pantaléon è un comune francese di 185 abitanti situato nel dipartimento della Vaucluse della regione della Provenza-Alpi-Costa Azzurra.

## Società

### Evoluzione demografica
Abitanti censiti